# Megachile yasumatsui
Megachile yasumatsui är en biart som beskrevs av Hirashima 1974. Megachile yasumatsui ingår i släktet tapetserarbin, och familjen buksamlarbin. Inga underarter finns listade i Catalogue of Life.